# Barbate
Barbate település Spanyolországban, Cádiz tartományban. Barbate Vejer de la Frontera és Tarifa községekkel határos. Lakosainak száma 22 709 fő (2024).

## Népesség
A település lakosságának változását az alábbi diagram mutatja:
| Lakosok száma | 21 914 | 22 444 | 22 602 | 22 912 | 22 928 | 22 861 | 22 720 | 22 518 | 22 761 | 22 709 |
|               | 2001   | 2004   | 2006   | 2009   | 2011   | 2014   | 2016   | 2019   | 2021   | 2024   |